# ドミニカ共和国国家地区
ドミニカ共和国国家地区（スペイン語: Distrito Nacional、D.N.）は、ドミニカ共和国の首都、サントドミンゴを管轄する特別地区。El Distrito、Ca Capital、サントドミンゴ特別区、ドミニカ共和国首都地区、または単に国家地区とも。

## 歴史
2001年10月16日に隣接するサントドミンゴ州から分離した、比較的新しい行政区画である。ISO 3166-2:DO-01。

## 隣接州
- サント・ドミンゴ州